# Long Lost John
Long Lost John, alternativ auch Lost John, Lost John Dean oder Lost John from Bowling Greene, ist ein US-amerikanisches Folkstück, das im Laufe der Jahre vielfach gecovert wurde. Das Lied war vor allem in Kentucky und Arkansas verbreitet, aber beispielsweise auch in Texas bekannt. 

## Geschichte

### Entstehung
Die Wurzeln von Long Lost John sind bis heute nicht geklärt. Vermutet wird eine afro-amerikanische Herkunft, basierend auf dem Minstrel-Song Old John Booker. Der Text des Songs, der in zahlreichen Variationen dokumentiert ist, geht auf eine Begebenheit im Gefängnis von Bowling Green zurück, nach der der inhaftierte John Dean ausgewählt wurde, als „Testkaninchen“ für ein neues Rudel Bluthunde zu fungieren. Dean entkam den Hunden jedoch und floh aus dem Gefängnis. Diese Geschichte wurde von W.C. Handy aufgegriffen, der eine niedergeschriebene Version von Lost John 1920 publizierte. Das Lied war jedoch bereits Jahrzehnte vorher im Umlauf und durch mündliche Weitergabe verbreitet, wodurch Variationen in Text und Melodie entstanden. Vor allem unter afroamerikanischen Arbeitern und Gefängnisinsassen war der Titel als work song sehr beliebt.

### Aufnahmen
Long Lost John wurde erstmals in den 1920er-Jahren von ländlichen Folk-Musikern aufgenommen. Henry Whitter machte am 10. Dezember 1923 wohl die erste Aufnahme für OKeh Records als Lost Train Blues. Das aus Kentucky stammende Old-Time-Duo Burnett and Rutherford spielte das Stück im November 1926 für Columbia Records unter dem Titel Lost John ein, gefolgt von Travis Hale und E.J. Derry, Jr. am 6. Juni 1927 für Victor Records als Long Gone. In den folgenden Jahren nahmen unter anderem auch Bascom Lamar Lunsford (1928) als Lost John Dean, DeFord Bailey (1928), die Allen Brothers (1934) als Long Gone from Bowling Green oder Lonnie Glosson (1936) wieder als Lost John das Lied auf. Diese, bis auf Bailey von weißen, ländlichen Musikern aufgenommenen Versionen, variierten im Text jedoch.
Zu den Aufnahmen afroamerikanischer Musiker zählen unter anderem die von Papa Charlie Jackson, Charlie Turner oder Little Hat Jones (1930 als Kentucky Blues in Texas aufgenommen). 
Bis heute wurde Long Lost John von einer Vielzahl an Musikern aus verschiedenen Genres aufgenommen. Es existieren Versionen von John Lennon, Lonnie Donegan, Roy Acuff, den Everly Brothers, Merle Travis, Curly Fox, Hank Thompson, den Southern Moonlight Entertainers, Casey Clark und weiteren. Kenny Owens nahm 1969 eine Rock-’n’-Roll-Version auf, während Wayne Raney zusammen mit den Delmore Brothers 1947 das Lied als Lost John Boogie vertonte, was Merle Travis 1951 in ähnlicher Weise tat.